# Transat Québec-Saint-Malo
Pour les articles homonymes, voir Transat.

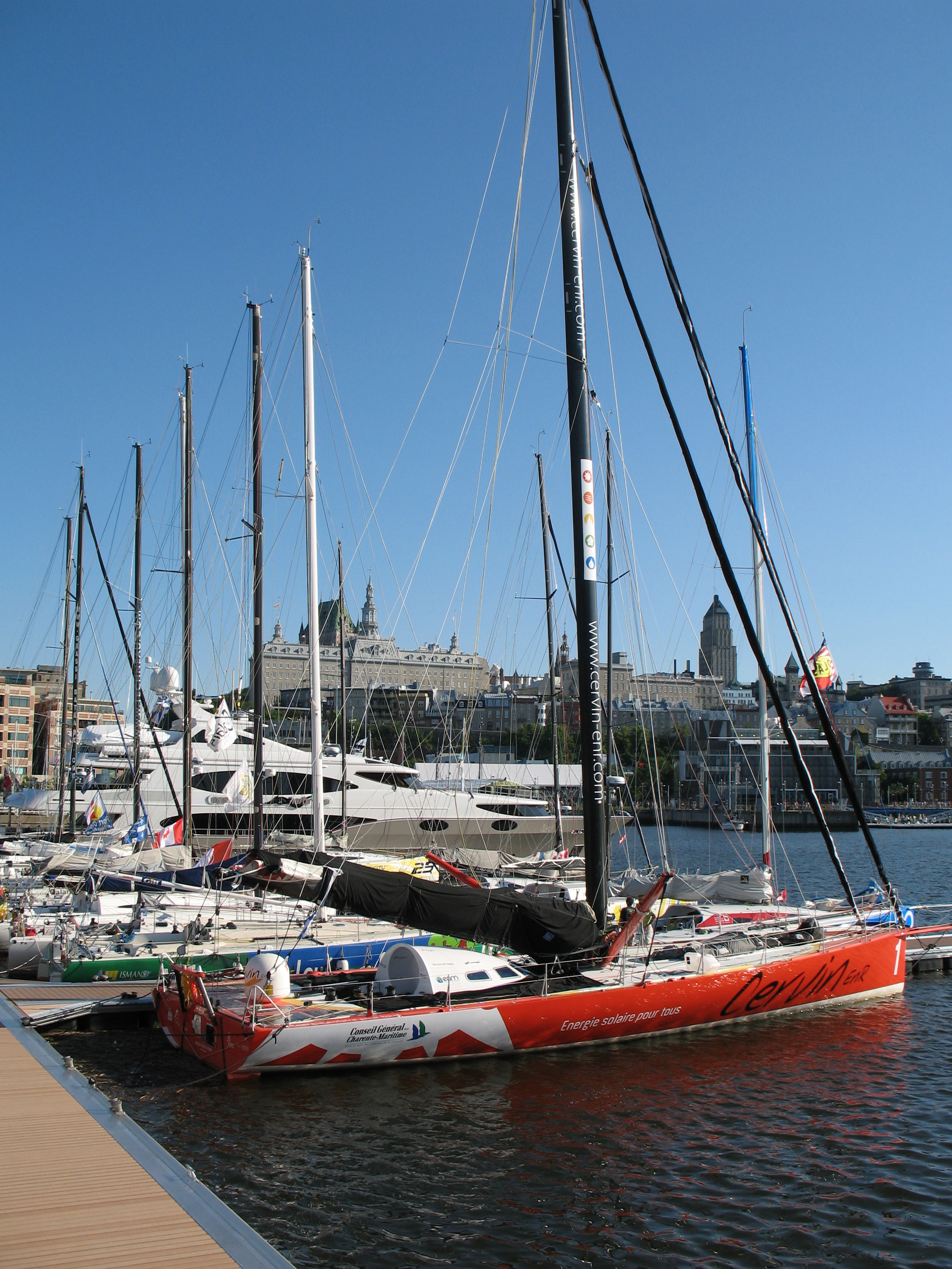
Bateaux de la Transat Québec-Saint-Malo amarrés au Vieux-Port de Québec, en juillet 2008.

La Transat Québec-Saint-Malo est une course transatlantique en équipage qui se déroule tous les quatre ans de la ville de Québec au Canada à Saint-Malo en Bretagne, France.
Ce fut en 1984, à l'occasion du 450e anniversaire du premier voyage de Jacques Cartier, navigateur de Saint-Malo, dans le golfe du Saint-Laurent en 1534, qu'eut lieu la première transat.
L'édition 2020 est annulée, en raison de la pandémie de Covid-19.

## Course
Cette course, d'une distance de 2 897 milles soit 5 365 kilomètres en 2024, est ouverte aux monocoques et multicoques de 50 et 60 pieds. Elle présente deux particularités : c'est la seule transat ouest-est à ce niveau et c'est une transat « fluviale », pendant la descente du fleuve Saint-Laurent, sur un tiers de son parcours. Pour certaines classes de voiliers, le règlement stipule un détour par l'archipel de Saint-Pierre et Miquelon, au sud de Terre-Neuve, les concurrents devant laisser l'île de Saint-Pierre à tribord et celle de Langlade (ou Petite Miquelon) à bâbord , avant de pouvoir faire une route directe ensuite sur Saint-Malo.
Le record de l'épreuve a été établi en 2016 par Spindrift 2 barré par Yann Guichard et Dona Bertarelli en un temps de 6 jours, 1 heure et 17 minutes,.
Pour les cinq premières éditions, de 1984 à 2000, on comptait deux classes : multicoques et monocoques. En 2004 les classes étaient identifiées Multicoques ORMA, Multicoques classe 2 et Monocoques classe 2. En 2008, la 7e Transat comprend trois catégories : 50 pieds Open, Class40 et FICO (Fédération internationale de course océanique). Seuls les catégories Class40 et Open sont présentes en 2012, tandis que la course 2016 offre les classes Class40, Multi50, Ultime et Open.

## Palmarès

### 1984
Commanditaire principal: Groupe TAG
- Multicoques (36 inscrits)

1. Royale Loïc Caradec 8 j 19 h 57 min
2. Charente-Maritime Pierre Follenfant, Jean-François Fountaine, Philippe Pallu de la Barrière 8 j 20 h 13 min
3. Fleury-Michon Philippe Poupon 9 j 15 h 59 min

- Monocoques

1. Ville d’Antibes Hervé Perrin 15 j 01 h 59 min
2. Meccarillos Pierre Fehlmann 15 j 09 h 03 min
3. Sébastien André Viant 15 j 19 h 34 min

### 1988
- Multicoques (13 inscrits)

1. Jet Services Serge Madec 7 j 21 h 35 min
2. Lada Poch Loïck Peyron 10 j 23 h 40 min
3. VSD Paca Bruno Peyron 10 j 23 h 58 min

- Monocoques (6 inscrits)

1. Écureuil d'Aquitaine Titouan Lamazou  14 j 09 h 41 min
2. UAP 1992 Jean-Yves Terlain 16 j 01 h 38 min
3. Commodore Rucanor Bruno Dubois 16 j 13 h 44 min

### 1992
- Multicoques

1. Primagaz Laurent Bourgnon 8 j 5 h 49 min.
2. Groupe Pierre 1er Florence Arthaud 8 j 7 h 17 min
3. Haute-Normandie Paul Vatine 9 j 14 h 18 min

- Monocoques

1. Mérit Pierre Fehlmann 10 j 15 h 44 min
2. La Poste Daniel Mallé 11 j 16 h 43 min
3. Olé Antoine Elias 13 j 01 h 13 min
4. ACY No. 1 Damir Milos 14 j 01 h 16 min

### 1996
- Multicoques

1. Fujicolor II Loïck Peyron 7 j 20 h 24 min
2. Banque Populaire Francis Joyon 7 j 23 h 28 min
3. Région Haute-Normandie Paul Vatine 8 j 0 h 31 min

- Monocoques

1. Météorite-Corum Pierre Mas 11 j 19 h 30 min
2. Télécom Italia Giovanni Soldini 12 j 16 h 41 min
3. Whirlpool/Femme/Europe2 Michèle Paret 12 j 17 h 11 min

### 2000
- Multicoques classe 1 (7 inscrits)

1. Groupama Franck Cammas 9 j 23 h 16 min
2. Biscuits La Trinitaine Marc Guillemot 9 j 23 h 26 min
3. Bayer en France Yvan Bourgnon	9 j 23 h 43 min

- Multicoques classe 2 (4 inscrits)

1. Tenez bon les enfants Hervé Cléris 13 j 14 h 9 min[7]
2. Deléage Franck-Yves Escoffier 13 j 14 h 37 min[7]
3. Côtes du Québec Augustin Cotton 16 j 8 h 43 min[8]

- Monocoques classe 1 (4 inscrits)

1. Geb-Fauba Xavier Lecœur 13 j 13 h 49 min
2. Fila Giovanni Soldini 13 j 14 h 49 min
3. Bell Mobilité Océan Georges Leblanc 13 j 17 h 31 min

- Monocoques classe 2 (5 inscrits)

1. Saving Renaud Le Youdec 14 j 21 h 41 min
2. Nastro Azzurro Andrea Scarabelli 14 j 21 h 42 min
3. Crystal Finance Jean-Pierre Amblard 15 j 2 h 22 min

### 2004
- Multicoques ORMA (11 inscrits)

1. Sergio Tacchini Karine Fauconnier 7 j 21 h 00 min
2. Groupama Franck Cammas 7 j 21 h 59 min
3. Géant Michel Desjoyeaux 7 j 22 h 01 min

- Multicoques classe 2 (4 inscrits)

1. Crèpes Whaou! Franck-Yves Escoffier 11 j 17 h 11 min
2. Bonjour Québec Mike Birch 13 j 20 h 24 min
3. Jean Stalaven Pascal Quintin 14 j 15 h 36 min

- Monocoques classe 2 (3 inscrits)

1. Marina Fort Louis Île St-Martin Luc Coquelin 18 j 17 h 30 min
2. Branec III Roger Langevin 19 j 23 h 41 min
3. Ciment St-Laurent Yves Lépine 21 j 12 h 25 min

### 2008
- Classe 50 pieds Open (Multi50)

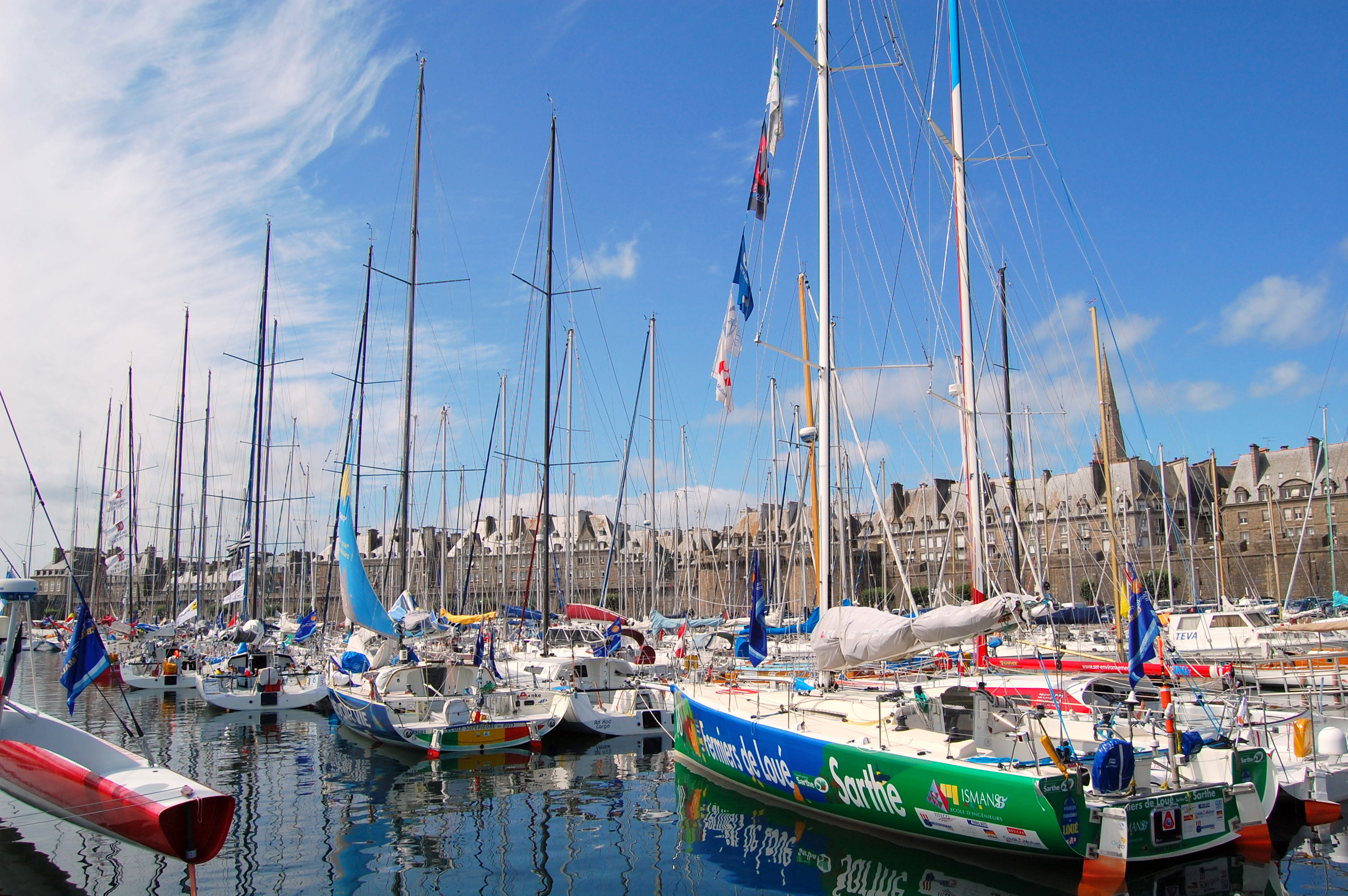
Une partie de la flotte des monocoques dans le bassin Vauban à Saint-Malo (2008)

1. Crêpes Whaou! Franck-Yves Escoffier 11 j 3 h 19 min
2. Imagine Pierre Antoine 13 j 10 h 43 min
3. Prince de Bretagne Hervé Cléris 13 j 13 h 32 min

- Class40[9]

1. Pogo Structures Halvard Mabire 13 j 13 h 50 min
2. Mistral Loisirs - Pôle santé Elior Oliver Krauss 13 j 17 h 30 min
3. NOVEDIA Group - S.E.T. environnement Tanguy de Lamotte 14 j 05 h 15 min

- FICO

1. An Ocean of Smiles Christophe Bullens 15 j 02 h 52 min
2. Cervin ENR Yannick Bestaven 15 j 22 h 42 min
3. Saint Malo Team Denis Douillez 22 j 17 h 14 min

### 2012
- Class40 :

1. Campagne de France Halvard Mabire 11 j 17 h 30 min
2. Mare Jörg Riechers 11 j 19 h 1 min
3. Eole Generation - GDF SUEZ Sébastien Rogues 12 j 0 h 44 min

- Class Open:

1. FenêtréA Cardinal 3 Erwan Leroux 9 j 14 h 21 min
2. Défi Saint-Malo Agglo Gilles Lamiré 11 j 2 h 34 min
3. Vers un monde sans SIDA Erik Nigon 11 j 2 h 55 min

### 2016
- Ultime (2 inscrits)

1. Spindrift 2, Yann Guichard et Dona Bertarelli : 6 j 1 h 17 min 41 s avec une vitesse moyenne de 19,94 nœuds[1].
  - Musandam-Oman Sail, barré par Sidney Gavignet, abandonne à la suite d'un chavirage. C'est le seul abandon de cette édition[10].

- Multi50 (4 inscrits)

1. Arkema, Lalou Roucayrol : 9 j 9 h 1 min.
2. Ciela Village, Thierry Bouchard : 9 j 10 h 43 min.
3. La French Tech Rennes Saint-Malo, Gilles Lamiré : 9 j 10 h 48 min.

- Class40 (19 inscrits)

1. Tales 2, Gonzalo Botin : 11 j 22 h 43 min.
2. Generali Horizon Mixité, Isabelle Joschke : 12 j 10 min.
3. Eärendil, Catherine Pourre : 12 j 17 min.

- Open (1 inscrit)

1. Guadeloupe Dynamique, Luc Coquelin : 14 j 6 h 10 min.

### 2020
Le 14 avril 2020, l'organisation de la course annonce l'annulation de l'épreuve, en raison de la pandémie de maladie à coronavirus. Le départ devait être donné le 12 juillet 2020, au Québec (Canada).

### 2024
Pour ses 40 ans, la 10e édition, les organisateurs espérer un nombre record de participants avec une soixantaine de voiliers. C'est finalement 28 bateaux inscrits pour le départ du 30 juin 2024. Cette édition est marquée par le naufrage du Class40 #201 Acrobatica de Alberto Riva le 9 juillet.
- Class40 (24 inscrits, 23 au départ, 4 abandons)[14]

1. #182 Amarris,  Achille Nebout avec Gildas Mahé et Alan Roberts : 14 j 19 h 6 min 59 s[15]
2. #199 Legallais,  Fabien Delahaye : 14 j 19 h 36 min 14 s
3. #195 Vogue avec un Crohn,  Pierre-Louis Attwell : 14 j 19 h 40 min 30 s

- Catégorie Gerry Roufs (50 à 70 pieds, 4 inscrits)

1. Atlas Ocean Racing (VOR70), Gilles Barbot avec 15 équipiers : 14 j 18 h 13 min 50 s[16]
2. Uship pour enfants du Mékong, Patrick Isoard et 4 équipiers : 14 j 23 h 24 min 59 s
3. Lycée Maritime et Aquacole de la Rochelle, Wilfrid Clerton et 7 équipiers : 16 j 18 h 52 min